# Heerlen de Kissel vasútállomás
Heerlen de Kissel vasútállomás vasútállomás Hollandiában, Heerlenben található. A személyi forgalom 2007. december 9-től 2018. december 9-ig működött. Az állomást 2018. december 9-től határozatlan ideig bezárták.

## Vasútvonalak
Az állomást az alábbi vasútvonalak érintették:
- Sittard–Herzogenrath-vasútvonal
- Heuvellandlijn

## Kapcsolódó állomások
A vasútállomáshoz az alábbi állomások vannak a legközelebb:
- Heerlen vasútállomás (nyugat)
- Landgraaf vasútállomás (északkelet)

## Forgalom
Az alábbi vasútjáratok az állomáson állták meg:
- 30-percenként a Veolia Transport személyvonat Maastricht Randwyck, Heerlen és Kerkrade Centrum között (2007-tól 2016-ig)
- 30-percenként az Arriva S3-as személyvonat Sittard, Heerlen és Kerkrade Centrum között (2017-tól 2018-ig)
- 60-percenként a Deutsche Bahn RB20-as személyvonat Heerlen, Aachen, Stolberg, Stolberg-Altstadt, Eschweiler és Düren között (2007-tól 2015-ig)